# Kritiek van de cynische rede
Kritiek van de cynische rede is een door de Duitse filosoof Peter Sloterdijk in 1983 gepubliceerd essay dat een pleidooi bevat voor de herwaardering van de oorspronkelijke bedoelingen van de Verlichting (zoals Sloterdijk die interpreteert).

## Sapere aude = kynisme
Uiteindelijk is Kritiek van de cynische rede niets anders dan een caleidoscoop van argumenten voor een terugkeer naar de oorspronkelijke betekenis van 'Verlichting', of 'rationalisme' zoals het in de Nederlandse uitgave wordt vertaald. Sloterdijk herinnert ons aan het Sapere aude! van Immanuel Kant: heb de moed je van je eigen verstand te bedienen (p. 820). Het rationalisme gaat voor Sloterdijk over een uitnodiging tot een gesprek over de waarheid (p. 14). Dat gesprek is niet zozeer bedoeld als een techniek om drogredenen van een tegenpartij te achterhalen of om denkfouten te ontmaskeren, het gaat om de 'eigen ervaring van de menselijke aard in de moeite die het kost naïeve beelden van het zelf en de wereld kritisch uit de weg te ruimen' (p. 80).
Het gaat Sloterdijk om emancipatie van de mens en niet om wetenschappelijk-instrumenteel denken. Bij het rationalisme gaat het altijd om een persoonlijke vorm van inzicht, die elke generatie opnieuw moet verwerven (p. 153).
Deze vorm van rationalisme is echter stukgelopen. Een optimistisch begonnen Verlichting heeft geen licht gebracht, doch slechts een cynische schemer. Cynisme is voor Sloterdijk: verlicht verkeerd bewustzijn (p. 37), dat wil zeggen de mens weet wat hij doet, maar doet het desalniettemin, de dwang der dingen en de drang tot zelfbehoud leiden daartoe (p. 36).
Om die drang tot zelfbehoud gaat het Sloterdijk. Ze wordt niet zozeer historisch verklaard, als wel in allerlei aspecten aan de orde gesteld.
Tegenover de drang tot zelfbehoud wordt de 'kynische impuls' gezet, waarvan de kern is: 'een kritische, ironische filosofie van de zogenaamde behoeften, het zichtbaar maken van de fundamentele mateloosheid en absurditeit van de behoeften' (p. 317). Het gaat Sloterdijk om een houding die eerder voor leven kiest dan voor een koste wat het kost óverleven, een cirkelgang die verloopt 'via het leven in plaats van de verdoving, via het risico in plaats van de beveiliging ...' (p. 436). Als voorbeeld hiervan geldt Diogenes van Sinope, de Griek die prefereerde om in een ton te leven.

## Individualisme
Voor het bezitsindividualisme, zoals geformuleerd door C.B. Macpherson (The political theory of possessive individualism), is een mens pas vrij als hij alleen vrijwillig en ten bate van het eigenbelang met andere mensen relaties hoeft aan te gaan.  Dat men een eigenbelang heeft staat daarbij buiten discussie. Dat geldt voor het individualisme in het algemeen ook, men wordt verondersteld het eigenbelang na te streven. De calculerende burger van Marcel van Dam is daar een voorbeeld van. In het algemeen kan men zeggen dat 'het nastreven van eigenbelang' een van de uitgangspunten van onze maatschappelijke opvattingen is.
Deze visie komt echter in tegenspraak met het streven van de Verlichting om een gesprek over de waarheid aan te gaan. Die waarheid kan tegen het eigenbelang ingaan. Om die reden kan men, indien men uit eigenbelang meent te moeten handelen, niets anders doen dan zich binnen zo'n gesprek strategisch opstellen. Men moet steeds opletten niet het eigenbelang te schaden. Het is duidelijk dat zolang elke gesprekspartij er een eigen interne agenda op nahoudt, er van een echt gesprek over de waarheid geen sprake is. Een echt gesprek — communicatie — vereist dat men zich openstelt, dat men kan luisteren naar wat anderen te zeggen hebben, ongeacht of dat tegen het eigenbelang indruist. Alleen een echt gesprek kan iemand veranderen, doorbreekt de muren van een vooringenomen positie die vanuit eigenbelang wordt verdedigd.
Sloterdijk spreekt eerder van 'zelfbehoud' dan van 'eigenbelang', maar dat laatste is slechts de zelfverzekerde versie van de eerste.

## Onbetwijfelbare kennis
Aan het begin van de moderniteit streeft men naar objectieve en onbetwijfelbare kennis, waarbij er de nadruk op ligt dat de zintuigen niet zonder meer te vertrouwen zijn. Een dergelijke visie kan alleen maar voortkomen uit angst en onzekerheid. Net als Stephen Toulmin in Kosmopolis - Verborgen agenda van de Moderne Tijd, legt Sloterdijk een verband met de maatschappelijke omstandigheden in die tijd (16e-17e eeuw), waarbij hij stelt:
'De worsteling om zelfbehoud en hegemonie tussen vijandige en concurrerende onderdanen en staten levert een nieuwe vorm van realisme op — een realisme waarvan de motor bestaat uit angst het slachtoffer van bedrog of overheersing te worden'(p. 516).
Hierbij geldt Descartes als treffend voorbeeld en er wordt dus gesteld dat het rationalisme aan het begin van de moderniteit ontspoord is door de opkomst van de moderne staat.
Het gaat Sloterdijk daarbij minder om een causale verklaring dan om de samenhang tussen zelfbehoud en het streven naar objectieve kennis. Als er daarbij te zeer de nadruk op objectiviteit komt te liggen, wordt juist door het object de realiteit verdrongen. Men ziet nog slechts het object en men luistert niet meer naar de realiteit zelf (p. 590). De realiteit is in het object 'ingekapseld'. Van hieruit kan Sloterdijk spreken over 'subjectiviteit als bewapening' (p. 592), een frase die veel lijkt op Krishnamurti's 'Het Ik is geweld'. Het subject stelt zich op als ego met een eigenbelang, een drang tot zelfbehoud, tegenover de wereld. Die wereld moet hij als object in kaart brengen, in de gaten houden, beheersen. Kennis is daarmee altijd 'polemisch' van aard (p. 518).

## Sterven
Sloterdijk legt op klassieke wijze een verband tussen kunnen sterven en het vermogen tot communiceren. Bij echte communicatie gaat het om een openstelling voor 'het andere', waarbij men bereid is om zelf een transformatie te ondergaan die voorbij het zelfbehoud gaat (p. 815). Bij sterven gaat het ook om een dergelijke overgave (p. 543).
Nu stelt Sloterdijk zonder meer dat de mens in deze tijd niet meer kan sterven (p. 542). Dit wordt echter niet als gevolg van het streven naar zelfbehoud gezien, of als gevolg van een filosofie die echte communicatie uitsluit. Eerder is het streven naar zelfbehoud zelf een gevolg van het niet meer kunnen sterven (p. 542). Hier lijkt de kern van het boek te liggen: 'Alle primaire vijandigheden zijn te herleiden tot het feit dat de dood is afgesplitst van het leven' (p. 542).
De oorzaak ligt uiteindelijk in de 'terugtrekking' van de metafysica, het metafysicaloze subject. In een filosofie die de realiteit volstrekt begrijpelijk acht en elk mysterie slechts een verkeerd gestelde vraag kan zijn, heeft metafysica, als de erkenning dat er nog iets 'anders' zou zijn, geen plaats meer (p. 544/546).
Dit sluit aan bij stromingen in de filosofie zoals het pragmatisme van Richard Rorty, waarin gesteld wordt 'dat wij niet buiten ons eigen gezichtsveld kunnen treden' (Solidariteit of Objectiviteit). We kunnen de realiteit niet kennen zoals deze werkelijk is en het zou onwetenschappelijk zijn ons daar dan toch mee bezig te willen houden. Het lijkt daarbij niet strikt noodzakelijk om daaruit de conclusie te trekken dat die echte realiteit niet bestaat of dat ze ons niet zou kunnen beïnvloeden. Toch lijkt dit praktisch vaak wel het geval te zijn.
Sloterdijk werkt verder met de historisch-praktische uitwerking van de metafysicaloze filosofie, namelijk, dat zij zich niets meer kan voorstellen bij het hiernamaals. De dood kan alleen maar een overgang naar het Niets zijn (p. 544). En vanuit die visie is het duidelijk dat men nog slechts met alle middelen naar zelfbehoud kan streven.

## Remedie
De enige remedie kan zijn dat de communicatie weer tot stand komt. Alleen dan krijgt 'zelfbehoud' minder betekenis en krijgt de kynische impuls een kans. Kant heeft het over de moed ons eigen verstand te gebruiken. Volgens Sloterdijk zouden we die moed wellicht weer kunnen vinden als we meer zouden 'laten' en minder zouden 'doen', als er meer ruimte komt voor de spontane positiviteit van het leven (p. 821). Communicatietheoretisch gaat het er daarbij om dat in het 'laten' de 'objectieve rede' de kans krijgt om in de 'subjectieve rede' door te dringen. Pas door stil te zijn kun je luisteren, zou de gewone Nederlander zeggen.
Duidelijk is dat Sloterdijk met zijn visie op het ontbreken van metafysica, dood en 'laten' zwaar op Heidegger leunt. Toch lijkt hij een stap verder te gaan. Voor hem gaat het duidelijker om een filosofie die voorbij het subject gaat, over de mens die het eigenbelang achter zich kan laten (p. 593). Het leven gaat uiteindelijk nergens over, er zijn geen grote doelen om na te streven (p. 316).

## Citaten
Cynisme
'Ze weten wat ze doen, maar ze doen het omdat de dwang der dingen en de wil tot zelfbehoud op korte termijn dezelfde taal spreken en hun vertellen dat het moet. Anders zouden anderen het immers doen, en misschien minder goed.' (p. 36-37)
De Cynicus van deze tijd
'In psychologische zin kan men de cynicus van deze tijd zien als melancholisch grensgeval dat zijn depressieve symptomen onder controle kan houden en tot op zekere hoogte arbeidsgeschikt blijft.' (p. 36)
Kynisme van de doeleinden
'Niet de moraal maar een kynisme van de doeleinden is hier een oplossing (p. 316/318). Dat wil zeggen.'afscheid nemen van de geest van verre doelen, begrijpen dat het leven in oorsprong doelloos is, inperken van het verlangen naar macht en de macht van het verlangen ...' (p. 316)
Kynisme
'De kern van het kynisme is een kritische, ironische filosofie van de zogenaamde behoeften, het zichtbaar maken van de fundamentele mateloosheid en absurditeit van die behoeften.' (p. 317)
Over psychoanalyse
'De psychoanalyse is een historisch tweeslachtig, hermafroditisch verschijnsel. Door haar seksueel-pathologische grondslag kijkt ze naar het verleden, door haar overtuiging dat het onbewuste veroorzaakt is, naar de toekomst.' (p. 415)
Dood en leven
'Wie inziet dat de kringloop van vervreemding en vlucht ten slotte altijd wordt gesloten door de eigen dood, die moet ook begrijpen dat men de cirkelgang beter andersom kan laten verlopen, via het leven in plaats van de verdoving, via het risico in plaats van de beveiliging, via de belichaming in plaats van de gespletenheid.' (p. 436)
Geneeskunde in onze maatschappij
'Wanneer men mag beweren dat de geneeskunde van een bepaalde maatschappij het levensgevoel van zo'n maatschappij weergeeft, dan verraadt onze geneeskunde: leven is te gevaarlijk om te leven, maar ook weer te kostbaar om weg te gooien.' (p. 541)
Veiligheid en virtueel leven
'Hoe meer het leven zich beveiligt, des te meer echter wordt het gevirtualiseerd, afgeschreven en te vondeling gelegd; het wordt gereduceerd tot potentieel dat zich niet wil verwerkelijken omdat werkelijkheid zonder risico niet mogelijk is.' (p. 541)
Vrolijke wetenschap
'De eerste Vrolijke Wetenschap is satirische intelligentie ... Haar intelligentie is zwevend, speels, essayistisch, niet georiënteerd op vaste grondslagen en ultieme principes.' (p. 454)
Rationalisme en angst
'Het ontstaan van de rationalistische, alles doorziende visie op de werkelijkheid kan niet worden begrepen zonder de afkoeling van de intellectuele relatie tussen het ik en de wereld, zonder een diepgaande infiltratie van angst en argwaan tot in de diepste wortels van het moderne willen-weten.' (p. 517)
Rationalisme en spionage
'Rationalisme in de vorm van spionage is onderzoek naar de vijand — accumulatie van kennis over een object waarmee ik niet verbonden ben door welwillendheid, en ook niet door een belangeloze neutraliteit, maar door een directe en dreigend actieve vijandige spanning.' (p. 519)
Machtskennis
'In de wil tot weten zijn altijd belangen in de weer die zich niet beperken tot het weten zonder meer, maar dienen als bewapening van de subjecten tegen de objecten' (p. 548)
Verlichting en Ego
Het rationalisme resumeert: 'De mens voldoet niet. Hij draagt in zich het verduisterende principe van de verdraaiing, en waar zijn ego verschijnt, kan niet schijnen wat alle verlichting heeft beloofd: het licht van de rede.' (p. 556)
Subjectiviteit en bewapening
'Pas op het toppunt van de moderne tijd wordt ons onthuld dat subjectiviteit en bewapening identiek zijn.' (p. 592)